# Hochwasserrückhaltebecken Heidelbach
Das Hochwasserrückhaltebecken Heidelbach des Wasserverbandes Schwalm ist ein Hochwasserrückhaltebecken (HRB) an der Schwalm nahe Alsfeld im mittelhessischen Vogelsbergkreis und gehört zum Einzugsgebiet der Fulda.
Als „grünes Becken“, in dem sich normalerweise kein Wasser befindet, dient es dem Hochwasserschutz der unterhalb davon gelegenen Ortschaften und es schützt das Flussgebiet der Fulda vor Hochwasser.

## Geographische Lage
Das Hochwasserrückhaltebecken liegt am Südwestrand des Knüllgebirges im Schwalmgrund und im Rahmen seines Staudamms etwas unterhalb der Mündung des kleinen Erlenbachs in den Eder-Zufluss Schwalm. Es befindet sich rund 5,5 km nördlich der Kernstadt von Alsfeld und etwa 1 km oberhalb von dessen dörflichem Stadtteil Heidelbach. Westlich des Beckens liegt der dörfliche Stadtteil Münch-Leusel.

## Geschichte
Weil die Schwalm öfters starkes Hochwasser führte, wie beim bisher höchsten gemessenen Schwalmhochwasser vom 5. Dezember 1960 (Abfluss von 157 m³/s in Uttershausen), und dabei Großteile der flussabwärts gelegenen Ortschaften überflutete, wurde am 6. Dezember 1962 der Wasserverband Schwalm gegründet und am Fluss mehrere Hochwasserrückhaltebecken errichtet. So entstand das HRB Heidelbach, das überschüssiges Schwalmwasser aufnimmt: Der Bau des Staudamms begann im Jahr 1965 und endete 1968.
Zum stärksten Hochwasser seit der Dammerrichtung – ausgelöst durch Dauerregen und Schneeschmelze – kam es (wie am viel weiter flussabwärts befindlichen HRB Treysa-Ziegenhain) ab 24./25. Januar 1995, wobei die Pegel ab 2. Februar 1995 sanken und sich der Damm des Beckens bewährte.

## Staudamm mit Auslassbauwerk
Der Staudamm, der aus Erdschüttungen besteht, ist etwa 364 m lang und 13 m hoch. In den Damm wurde ein Auslassbauwerk aus Stahlbeton integriert. Der Einstau erfolgt normalerweise, wenn der Abfluss mehr als 5,8 m³/s Wasser überschreitet. Die Hochwasserentlastung ist für ein Hochwasserereignis ausgelegt, das im Durchschnitt einmal in 1000 Jahren eintritt. Sie erfolgt über eine zentrale Fischbauchklappe und zwei seitliche Überlaufschwellen. Am Nordostende des Staudamms wurde ein Betriebsgebäude mit Kontroll- und Steuergeräten errichtet.

## Hochwasserrückhaltebecken
Das Staubecken hat 5,6 Mio. m³ Stau- bzw. Hochwasserschutzraum. Der Stauraum ist für ein rund 162 km² großes Niederschlags- bzw. Einzugsgebiet ausgelegt, was knapp 12,5 % des Gesamteinzugsgebietes der Schwalm ausmacht.

## Arbeiten an Fließgewässer und Infrastruktur
Beim Bau des Staudamms wurde der im Dammbereich befindliche Gewässerabschnitt der Schwalm als offen durch den Damm führender Kanal ausgebildet. Zudem wurden Zufahrtsstraßen zum Damm und ein über den Damm führender Spazier-, Wander- und Kontrollweg angelegt. Östlich am Becken vorbei führt die Bundesstraße 254.